# Pain aux bananes
Un pain aux bananes (en anglais : Banana bread) est un type de pain fait à partir de bananes écrasées. Il s'agit souvent d'un cake sucré, ressemblant à un gâteau ; cependant, il existe certaines recettes de pain aux bananes qui sont des pains levés de style traditionnel.

## Histoire
Le pain aux bananes est devenu un élément standard des livres de cuisine américains avec la popularisation du bicarbonate de soude et de la levure chimique dans les années 1930. Il est apparu dans le livre de cuisine Balanced Recipes de 1933 de la Pillsbury Company, et a ensuite été mieux accepté avec la publication du livre Chiquita Banana's Recipe Book en 1950.
Aux États-Unis, la journée nationale du pain aux bananes est le 23 février. Les bananes sont apparues aux États-Unis dans les années 1870 et il a fallu un certain temps pour qu'elles soient utilisées en tant qu'ingrédients pour desserts. La recette contemporaine du pain aux bananes a commencé à être publiée dans des livres de cuisine vers les années 1930 et sa popularité a été grandement favorisée par l'introduction de la levure chimique sur le marché. Certains historiens spécialisés pensent que le pain aux bananes est issu de la Grande Dépression, car les ménagères débrouillardes ne souhaitaient pas jeter les bananes trop mûres (encore coûteuses à l'achat). D'autres pensent que le pain aux bananes a été développé dans les cuisines des entreprises pour promouvoir les produits à base de farine et de bicarbonate de soude. Il pourrait également s'agir d'un mélange des deux théories, dans la mesure où il a été développé dans une cuisine d'entreprise pour promouvoir les produits à base de farine et de bicarbonate de soude, ainsi que commercialisé comme une méthode permettant d'utiliser les bananes trop mûres.